# Merzerisation

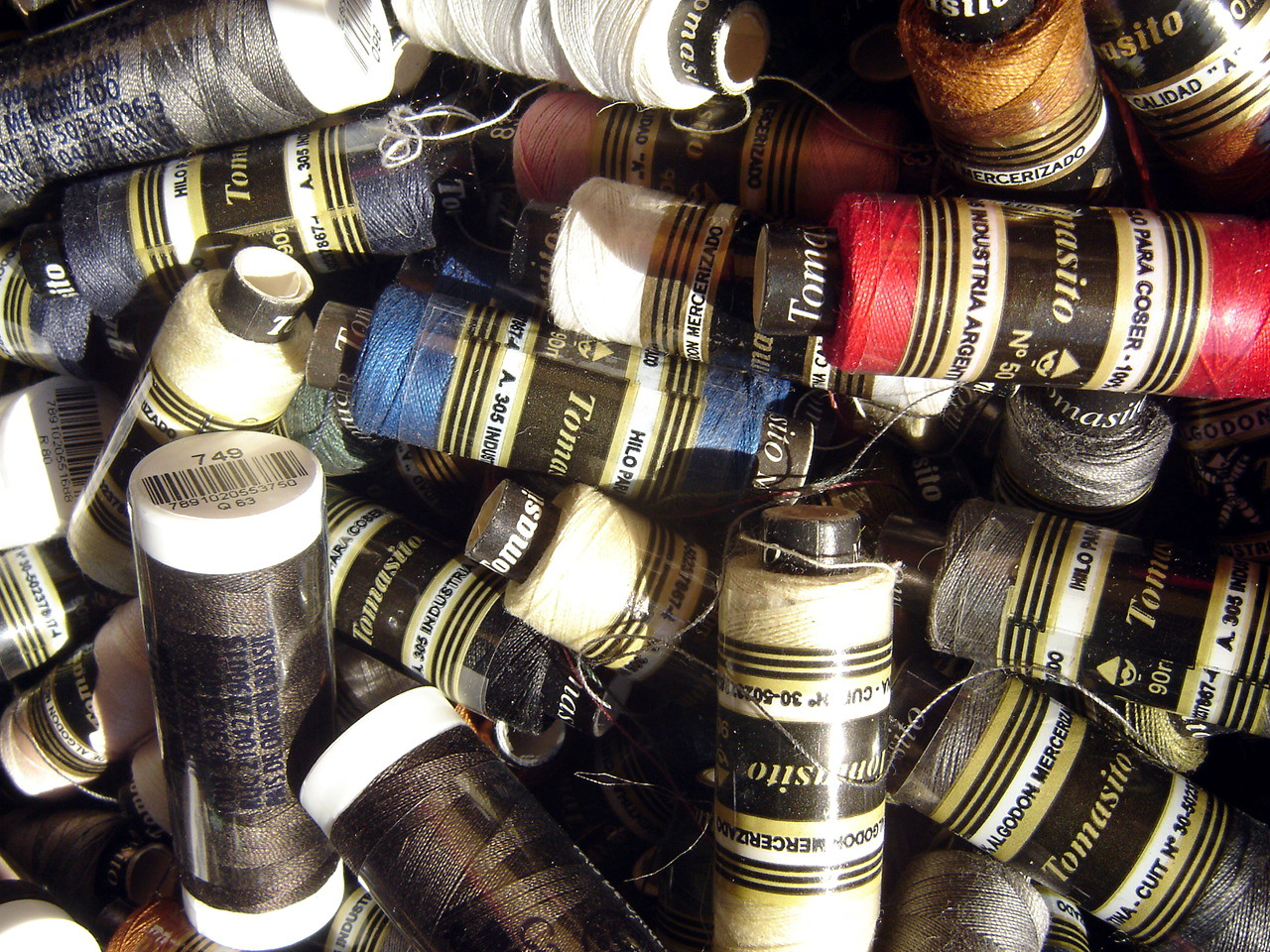
Spulen merzerisierten Baumwollgarns

Die Merzerisation oder Mercerisation ist ein vom Engländer John Mercer etwa 1844 entwickeltes Veredlungsverfahren für Baumwolle. Mercer bemerkte beim Filtrieren von Natronlauge durch ein Baumwolltuch, dass das Gewebe aufquoll und anschließend deutlich andere Eigenschaften aufwies.
Das Verfahren ist auch für andere Naturfasern wie Jute, Ramie oder Leinen anwendbar, wirkt sich aber je etwas anders aus als bei Fasern aus Baumwolle.

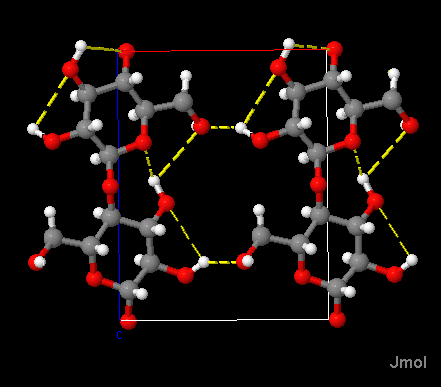
Wasserstoffbrückenbindungen innerhalb der Moleküllagen

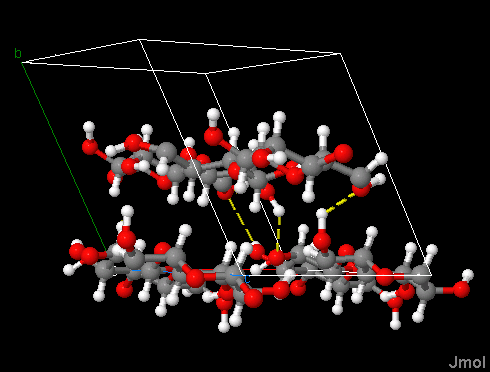
Wasserstoffbrückenbindungen zwischen den Moleküllagen

Beim Merzerisieren werden Baumwollfasern unter Zugspannung der Einwirkung konzentrierter Natronlauge ausgesetzt. Hierbei quellen die Fasern auf, der Querschnitt verändert sich von nierenförmig zu rund und die Länge der Fasern verringert sich um bis zu 25 %. Diese Strukturveränderungen führen zu
- seidenartigem, waschbeständigem Glanz,
- besserer Färbbarkeit, benötigt weniger Farbe,
- höherer Festigkeit und
- besserer Dimensionsstabilität.

Die verbesserten Eigenschaften beruhen auf einer Veränderung der Kristallstruktur der Cellulose. Bei natürlicher Cellulose werden die einzelnen Polysaccharidketten durch Wasserstoffbrückenbindungen innerhalb der Moleküle sowie innerhalb der Moleküllagen stabilisiert. Zwischen den Lagen wirken lediglich Van-der-Waals-Kräfte. Die Mercerisation führt zu einer Umkristallisierung. Danach gibt es nun auch zwischen den Moleküllagen Wasserstoffbrückenbindungen.
Technisch werden die erreichbaren Eigenschaften im Einzelnen durch die Bedingungen des jeweils angewendeten Mercerisationsverfahrens bestimmt (Heiß- oder Kaltmercerisation; Trocken-in-Nass- oder Nass-in-Nass-Verfahren; Walzen- oder Vakuumimprägnierung). Wesentliche verfahrenstechnische Einflussparameter sind die Warenspannung, die Verweilzeiten sowie die Natronlaugekonzentration.
Merzerisierte Garne erhöhen die Qualität der daraus gefertigten Textilien, sind aber kostspieliger. Daher werden sie bevorzugt bei hochwertigen und langlebigen Textilien verarbeitet. Die Wiener Firma F. Edlinger war 1884 der erste Betrieb, der das Verfahren in Kontinentaleuropa industriell einsetzte. Als Methode zur Glanzerzeugung wurde die Mercerisation um 1890 von Horace Arthur Lowe eingesetzt und 1895 durch die Firma Thomas & Prevost in Krefeld industriell eingeführt.
Merzerisiertes Baumwollgarn ist auch unter der französischen Bezeichnung Fil d'Écosse („Faden aus Schottland“) bekannt. Manchmal wird auch eine mit dem Hercosett-Verfahren behandelte Wolle als „mercerisiert“ bezeichnet.

## Viskoseherstellung
In der Produktion von Viskosefasern aus Cellulose ist das alkalische Quellen ein vorbereitender Prozessschritt.